# MusicXML
MusicXMLは、XML形式の楽譜表記のためのオープンなファイルフォーマットである。Recordare（現MakeMusic）によって開発された。FinaleやSibelius、Rosegarden、Notionなどの楽譜作成ソフトウェアによって作成することが可能である。
同じく楽譜記述のためのフォーマットであるMusiXMLとは関係ない。また、ミュージカル・プランのソフトウェアであるMusicXの形式も、同様の名前だが、互換性はない。
現在、楽譜作成ソフト独自ファイルとMusicXMLの相互変換を目的としたDolet® Pluginsというプラグインを公開しており、2012年12月時点ではFinale版とSibelius版が存在している。

## ファイルの例

楽譜の例

右の楽譜を表現するための例を以下に示す。
```
 
<?xml version="1.1" encoding="UTF-8" standalone="no"?>

 
<!DOCTYPE score-partwise PUBLIC

     "-//Recordare//DTD MusicXML 1.1 Partwise//EN"

     "http://www.musicxml.org/dtds/partwise.dtd">

 
<score-partwise>

   
<part-list>

     
<score-part
 
id=
"P1"
>

       
<part-name>
Music
</part-name>

     
</score-part>

   
</part-list>

   
<part
 
id=
"P1"
>

     
<measure
 
number=
"1"
>

       
<attributes>

         
<divisions>
1
</divisions>

         
<key>

           
<fifths>
0
</fifths>

         
</key>

         
<time>

           
<beats>
4
</beats>

           
<beat-type>
4
</beat-type>

         
</time>

         
<clef>

           
<sign>
G
</sign>

           
<line>
2
</line>

         
</clef>

       
</attributes>

       
<note>

         
<pitch>

           
<step>
C
</step>

           
<octave>
4
</octave>

         
</pitch>

         
<duration>
4
</duration>

         
<type>
whole
</type>

       
</note>

     
</measure>

   
</part>

 
</score-partwise>

```